# Ischnocnema henselii
Espèce
Synonymes
- Hylodes henselii Peters, 1870
- Eleutherodactylus henselii (Peters, 1870)

Statut de conservation UICN

 LC  : Préoccupation mineure
Ischnocnema henselii est une espèce d'amphibiens de la famille des Brachycephalidae.

## Répartition
Cette espèce se rencontre jusqu'à 1 200 m d'altitude :
- au Brésil dans les États du Rio Grande do Sul et de Santa Catarina ;
- en Argentine dans la province de Misiones.

Sa présence au Paraguay est incertaine.

## Description

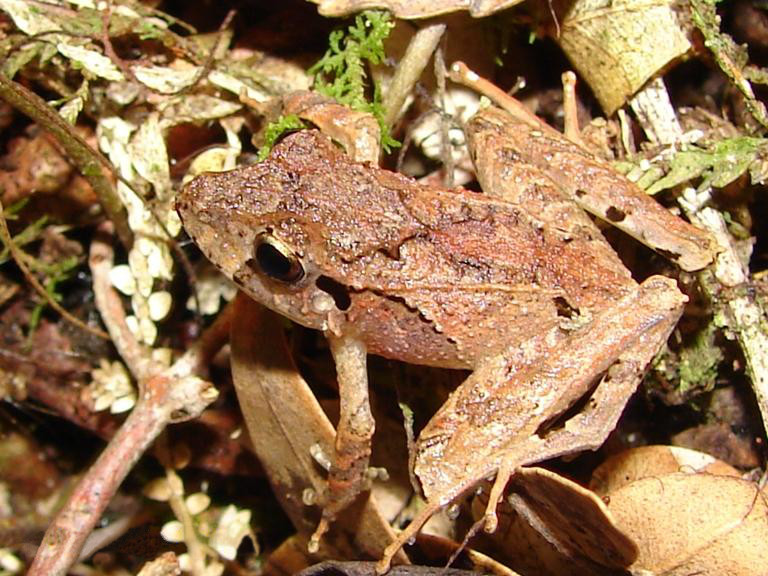
Ischnocnema henselii

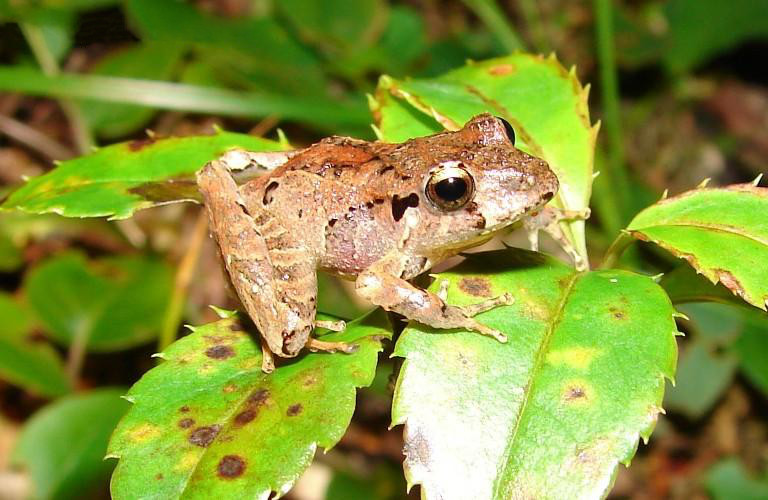
Ischnocnema henselii

Les mâles mesurent jusqu'à 23 mm et les femelles jusqu'à 34,5 mm.

## Étymologie
Cette espèce est nommée en l'honneur de Reinhold Friedrich Hensel.

## Publication originale
- Peters, 1870 : Über neue Amphibien (Hemidactylus, Urosaura, Tropidolepisma, Geophis, Uriechis, Scaphiophis, Hoplocephalus, Rana, Entomoglossus, Cystignathus, Hylodes, Arthroleptis, Phyllobates, Cophomantis) des königlichen zoologischen Museums. Monatsberichte der Koniglich Preussischen Akademie Wissenschaften zu Berlin, vol. 1870, p. 641–652 (texte intégral).